# Hansjörg Wachta
Hansjörg Wachta (* 13. Februar 1940 in Wien; † 21. Februar 2013 ebenda) war einer der Gründer und langjähriger Präsident  des Public Relations Verband Austria.  

## Leben
Wachta begann seine berufliche Laufbahn bei der Mödlinger Zeitung, es folgten 17 Jahre bei der Tageszeitung Kurier, wo er vor allem im Sportjournalismus tätig war. Wachta gründete in Folge die PR-Agentur Wachta & Partner sowie gemeinsam mit Hans-Jörgen Manstein das Fachmagazin Bestseller. Neben seiner Tätigkeit als Journalist und PR-Berater war Wachta rund 28 Jahre Lektor an der Wirtschaftsuniversität Wien sowie langjähriger Lektor am Publizistik-Institut. Wachta war über 30 Jahre lang mit Gattin Renate verheiratet und hinterließ zwei Söhne. Er starb im Februar 2013 in Wien in Folge einer Krebserkrankung.